# Штраскірхен
Штраскірхен (нім. Straßkirchen) — громада в Німеччині, розташована в землі Баварія. Підпорядковується адміністративному округу Нижня Баварія. Входить до складу району Штраубінг-Боген. Центр об'єднання громад Штраскірхен.
Площа — 38,39 км2. Населення становить 3295 ос. (станом на 31 грудня 2020).

## Галерея

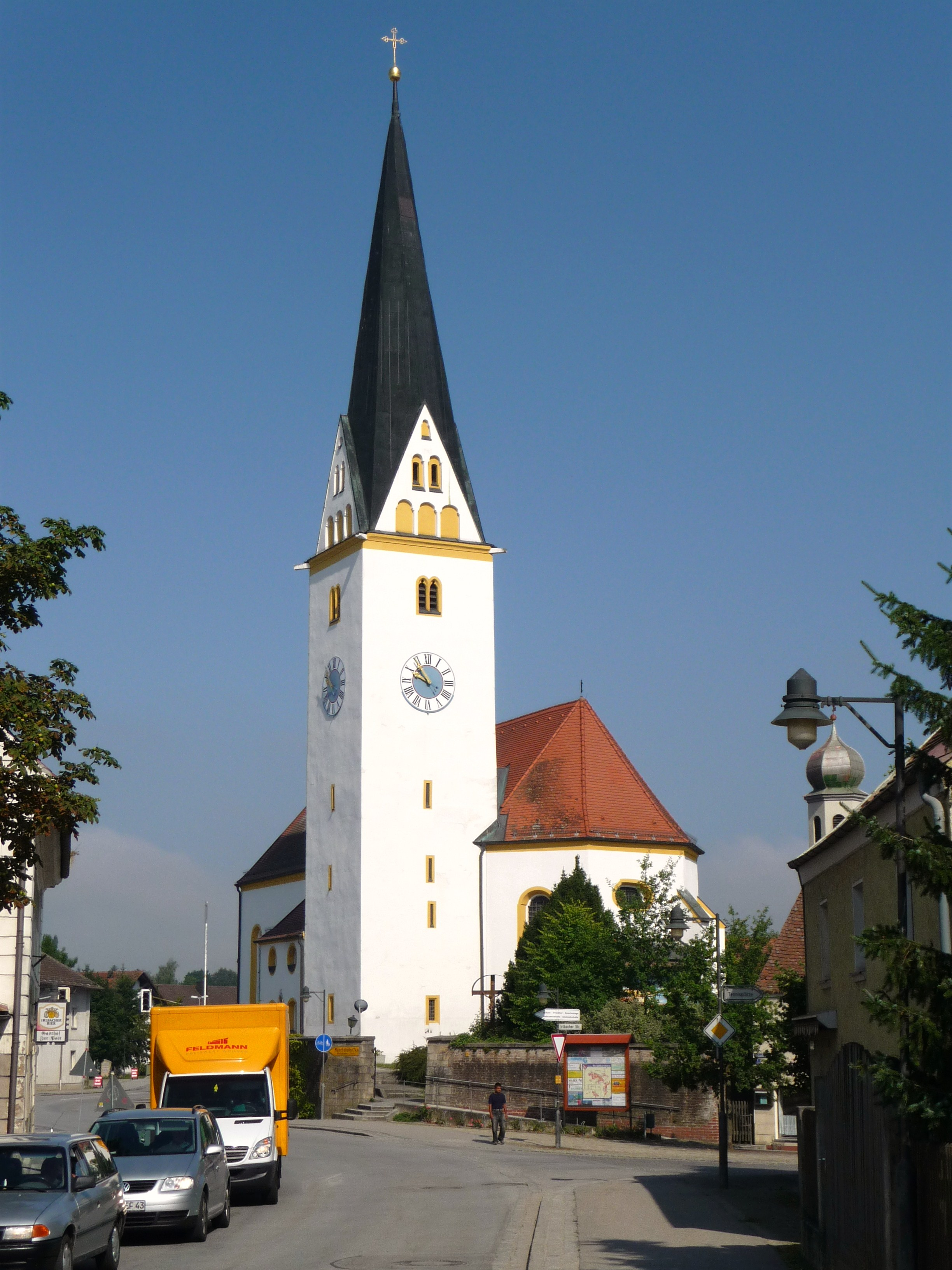
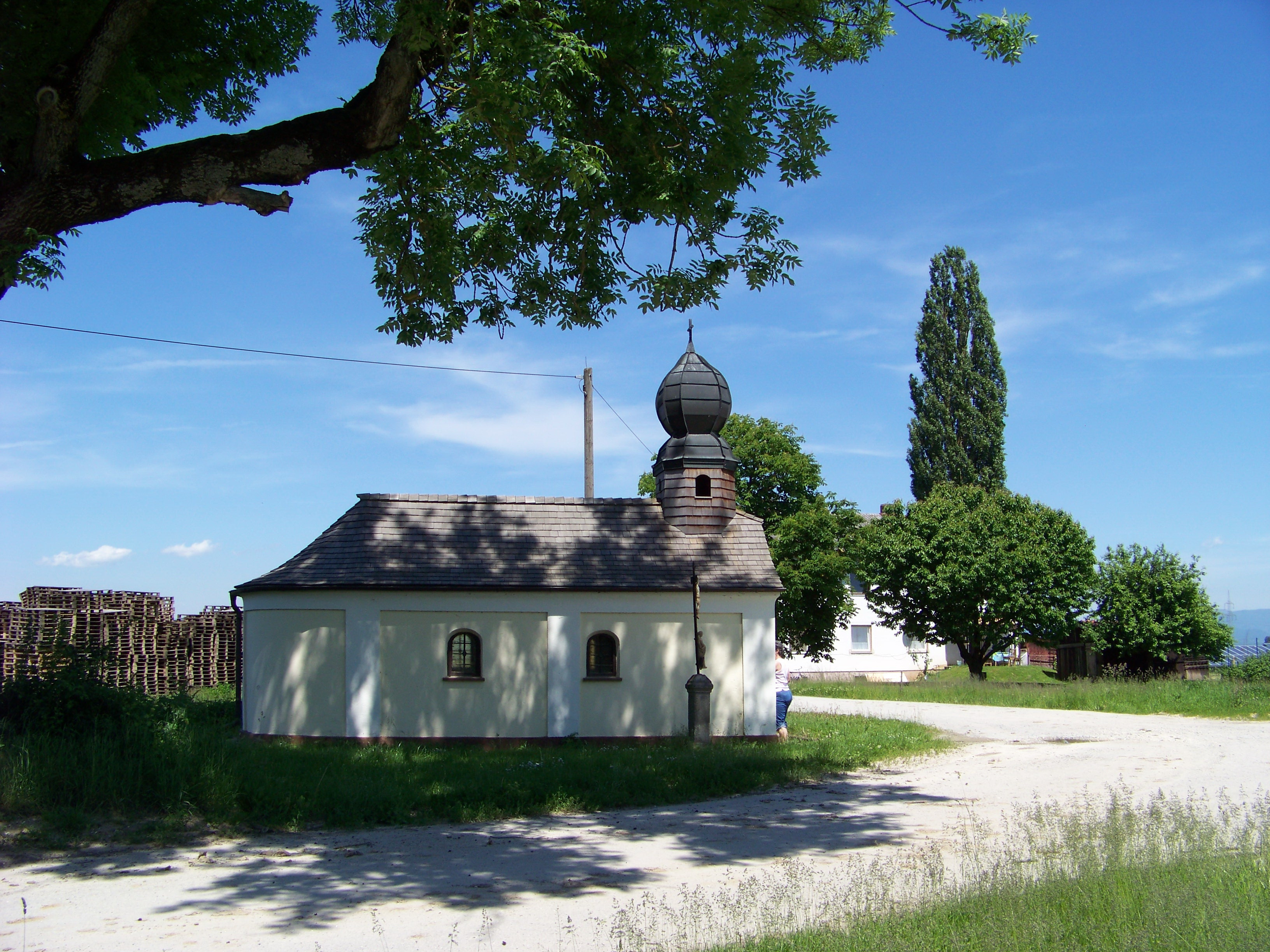